# Jimmy Neutron, a csodagyerek
A Jimmy Neutron, a csodagyerek (eredeti címén: Jimmy Neutron: Boy Genius) 2001-ben bemutatott amerikai számítógépes animációs film. A filmet John A. Davis rendezte, a forgatókönyve szintén Davis írta J. David Stem, David N. Weiss és Steve Oedekerk közreműködésével. A történet egy zseni kisgyerekről szól, aki barátaival felveszi a harcot a szüleiket elrabló földönkívüliekkel. A szereplők hangját adja többek közt Debi Derryberry, Patrick Stewart, Martin Short, Rob Paulsen és Jeffrey Garcia
A filmet az Amerikai Egyesült Államokban 2001. december 21-én mutatták be a mozikban, Magyarországon a UIP-Dunafilm forgalmazásában jelent meg DVD-n 2002. november 13-án.

## Cselekmény
Jimmy Neutron egy 11 éves srác, egyben a világ legokosabb kissráca, aki Retroville városában él szüleivel és Goddard nevű robotkutyájával. Jimmy két legjobb barátja a túlsúlyos Karl és a hiperaktív Sheen, míg az iskolában legnagyobb riválisa a szintén okos Cindy Vortex, aki gyakran ugrattja a fiút apró termete miatt. Jimmy legutóbbi találmánya egy kenyérpirító kinézetű műhold, aminek üzenetét befogják a Yolkus bolygó lakói. A bolygó királya, Ötödik Goobot elküldi embereit a Földre, akik az éj leple alatt elrabolják az összes szülőt a bolygóról.
A gyerekek másnap reggel örömmel veszik tudomásul, hogy senki sincs aki gátat szabjon nekik, de egy idő után rájönnek, hogy szükségük van a szüleikre. Jimmy aztán rájön, hogy a földönkívüliek állnak a szüleik elrablása mögött, így hát a megnyitás előtt álló vidámpark elemeit felhasználva űrhajókat készít. A gyerekek így elindulnak a szüleik megmentésére, mielőtt a yolkiaiak feláldoznák őket az istenük, Ooblar számára.

## Szereplők
| Eredeti hang     | Szerep                      | Magyar hang      |
| ---------------- | --------------------------- | ---------------- |
| Debi Derryberry  | James `Jimmy` Isaac Neutron | Molnár Levente   |
| Jeffrey Garcia   | Sheen Estevez               | Pálmai Szabolcs  |
| Rob Paulsen      | Carl Wheezer                | Minárovits Péter |
| Carolyn Lawrence | Cindy Vortex                | Vadász Bea       |
| Crystal Scales   | Libby                       | Csondor Kata     |
| Megan Cavanagh   | Judy Neutron                | Kiss Erika       |
| Mark DeCarlo     | Hugh Neutron                | Juhász György    |
| Andrea Martin    | Mrs. Fowl                   | Árkosi Kati      |
| Candi Milo       | Nick Dean                   | Moser Károly     |
| Martin Short     | Ooblar                      | Kapácsy Miklós   |
| Patrick Stewart  | Goobot király               | Bordás János     |
| Jim Cummings     | Ultra Lord                  | Bodrogi Attila   |
| David L. Lander  | Yokian őr / Gus             |                  |
| Bob Goen         | Riporter                    |                  |
| Mary Hart        | Riporter                    |                  |
| Kimberly Brooks  | Riporter                    |                  |
| Zachery          |                             |                  |
| Angie            |                             |                  |

## Fogadtatása
A film általánosan pozitív kritikákat kapott a kritikusoktól és a nézőktől egyaránt. A Rotten Tomatoes oldalon 74%-os értékelésen áll 76 vélemény alapján, átlagosan 6.4/10-es pontozással, míg a Metacriticen 65 pontot kapott a 100-ból, 21 értékelés alapján. A filmet később jelölték a legjobb animációs filmnek járó Oscar-díjra, ahol azonban vesztett a Shrekkel szemben.
A film bevétel tekintetében is sikeres volt, a nyitóhétvégéjén 13,833,228 dollárt termelt, ezzel harmadik helyen végezve a hétvégi toplistán A Gyűrűk Ura: A Gyűrű Szövetsége és az Ocean’s Eleven – Tripla vagy semmi után. A Egyesült Államokban végül 80,936,232 dollárt, globálisan pedig 102,992,536 dollárt termelt. Ráadásul a film egyike annak a húsz produkciónak, amit több mint 3000 filmszínházban mutattak be és a második hetén többen nézték meg, 8.7%-os növekedést elérve.
A film sikerének hatására 2002-ben egy sorozat készült belőle Jimmy Neutron kalandjai címen, amit 2010-ben egy spin-off sorozat követett Sheen bolygója címmel.